# Bacillometroides
Bacillometroides is een geslacht van wantsen uit de familie van de waterlopers (Hydrometridae). Het geslacht werd voor het eerst wetenschappelijk beschreven door J. Polhemus & D. Polhemus in 2010 .

## Soorten
Het genus bevat de volgende soorten:

- Bacillometroides fuallagana (Drake, 1956)
- Bacillometroides mulfordi (Hungerford, 1927)
- Bacillometroides woytkowskii (Hungerford, 1935)